# Gallia Belgica

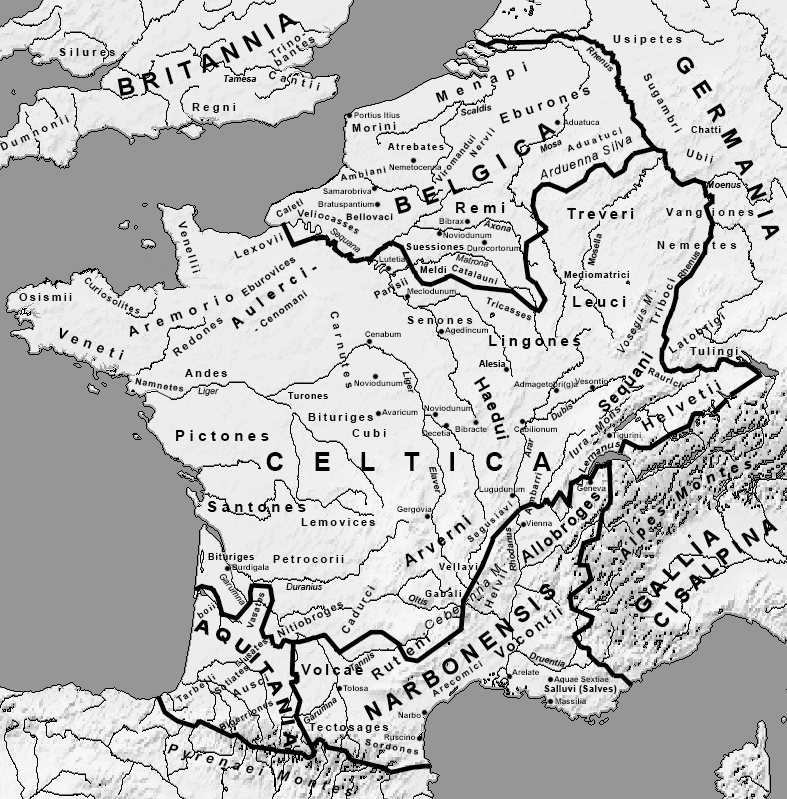
Provincia romană Gallia Belgica în jurul anului 58 î.Hr.

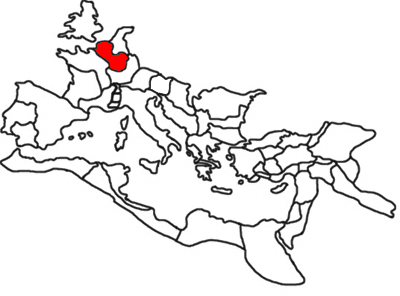
Provincia romană Gallia Belgica în jurul anului 120 d.Hr

Gallia Belgica a fost o provincie romană aflată în ceea ce astăzi este Olanda, Belgia, Luxembourg, nord-estul Franței și vestul Germaniei. Populația indigenă era formată dintr-un amestec de triburi germanice și celtice, denumite colectiv belgi. În conformitate cu afirmațiile lui Iulius Caesar, granița dintre Galia și Belgica era formată de râurile Marna și Sena iar aceea cu Germania de râul Rin Zona de așezare a helveților a devenit o parte a Galiei Belgica.
În timpul secolului I d.C., provinciile Galiei au fost reorganizate. Nordul Galliei Belgica a fost redenumit Germania Inferior, partea de est Germania Superior iar granița sudică a fost extinsă și mai la sud. Noua Gallia Belgica includea și orașul Reims.  Această împărțire corespunde aproximativ cu granițele actuale ale Olandei, Germaniei și Belgiei.
Regiunea corespunzătoare provinciei inițiale a devenit în secolul al V-lea centrul regatului merovingian al lui Clovis I, iar în timpul secolului al VIII-lea inima Imperiului Carolingian. După moartea fiului lui Carol cel Mare, Ludovic cel Pios, regiunea a fost împărțită între Francia Occidentală și Francia de Mijloc, leagănele Franței și Germaniei actuale.